# Jeon Eun-hye
Jeon Eun-hye, född 1 augusti 1997, är en sydkoreansk fäktare som vid OS 2024 ingick i det sydkoreanska laget som tog silver i sabel.